# Gmach Poczty Głównej przy placu Napoleona w Warszawie
Gmach Poczty Głównej – istniejący w latach 1916–1944 budynek głównego urzędu pocztowego Warszawy przy placu Napoleona 8 (pierwotnie plac Warecki), róg ul. Warecka 16. W okresie międzywojennym mieścił również siedzibę Ministerstwa Poczt i Telegrafów. Został zniszczony w 1944 podczas powstania warszawskiego.

## Historia
Budynek wzniesiono w latach 1912–1916 (okres Królestwa Polskiego) w centrum Warszawy, według projektu Antoniego Jabłońskiego-Jesieńczyka na posesji nr 8, na miejscu jednokondygnacyjnego budynku pocztowego, na rogu ul. Wareckiej 16, w sąsiedztwie domu Karola Mintera mieszczącego się przy placu Wareckim 10, w którym znajdował się wówczas urząd pocztowy.
Po wycofaniu się Rosjan i zajęciu Warszawy przez wojska niemieckie w sierpniu 1915 (I wojna światowa), na rozkaz nowych władz z nieukończonego jeszcze budynku zbito umieszczone na elewacji godło rosyjskie. Gmach miał trzy wysokie kondygnacje. Był budowlą monumentalną. Nad centralnie położonym wejściem głównym znajdującym się w ozdobionym pilastrami portykiem, początkowo znajdowała się rzeźba czterech gigantów dźwigających globus (kopia rzeźb zdobiących urzędy pocztowe w Petersburgu i w Moskwie). Rzeźbę tę usunięto w 1921.
Przed budynkiem w dwudziestoleciu międzywojennym swoje stoiska mieli często bukiniści. W 1935 gmach rozbudowano wzdłuż ulicy Wareckiej. Powstało wówczas nowe siedmioosiowe skrzydło wzniesione w tym samym stylu co główny gmach.
W czasie II wojny światowej, po kapitulacji miasta we wrześniu 1939, niemieckie władze okupacyjne przystąpiły 10 października do tworzenia w Warszawie placówek Deutsche Post Osten. W budynku nadal mieściła się Poczta Główna (Postamt Warschau C1).
Podczas powstania warszawskiego po kilku próbach gmach został odbity z rąk Niemców przez żołnierzy Batalionu „Kiliński”. Powstańcy przejęli znajdujące się tam składy broni, amunicji i żywności, w tym duże ilości spirytusu. Przez cały okres powstania obiekt zajmowali Polacy. W wyniku walk i bombardowań został w 1944 w olbrzymim stopniu zniszczony.
Po wojnie budynku nie odbudowano. Został rozebrany w latach 1946–1947. Na jego miejscu w 1965 wzniesiono budynki Narodowego Banku Polskiego według projektu Bohdana Pniewskiego i Barbary Czerwińskiej. Poczta Główna znalazła po wojnie siedzibę w Gmachu Pocztowej Kasy Oszczędności przy ul. Świętokrzyskiej nr 31/33.

## Galeria

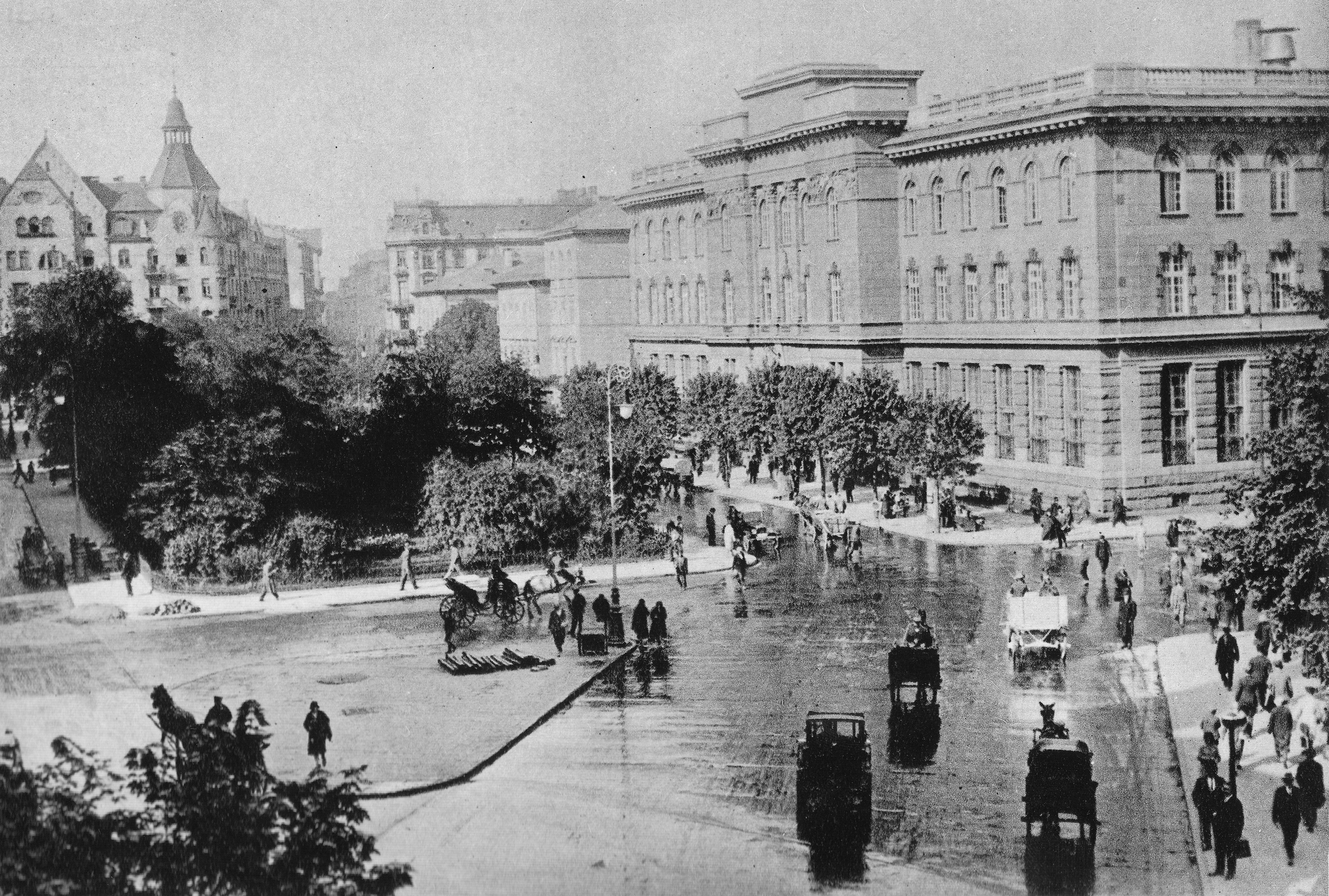
Poczta Główna (po prawej) i pl. Napoleona w okresie międzywojennym (widok od ul. Szpitalnej)
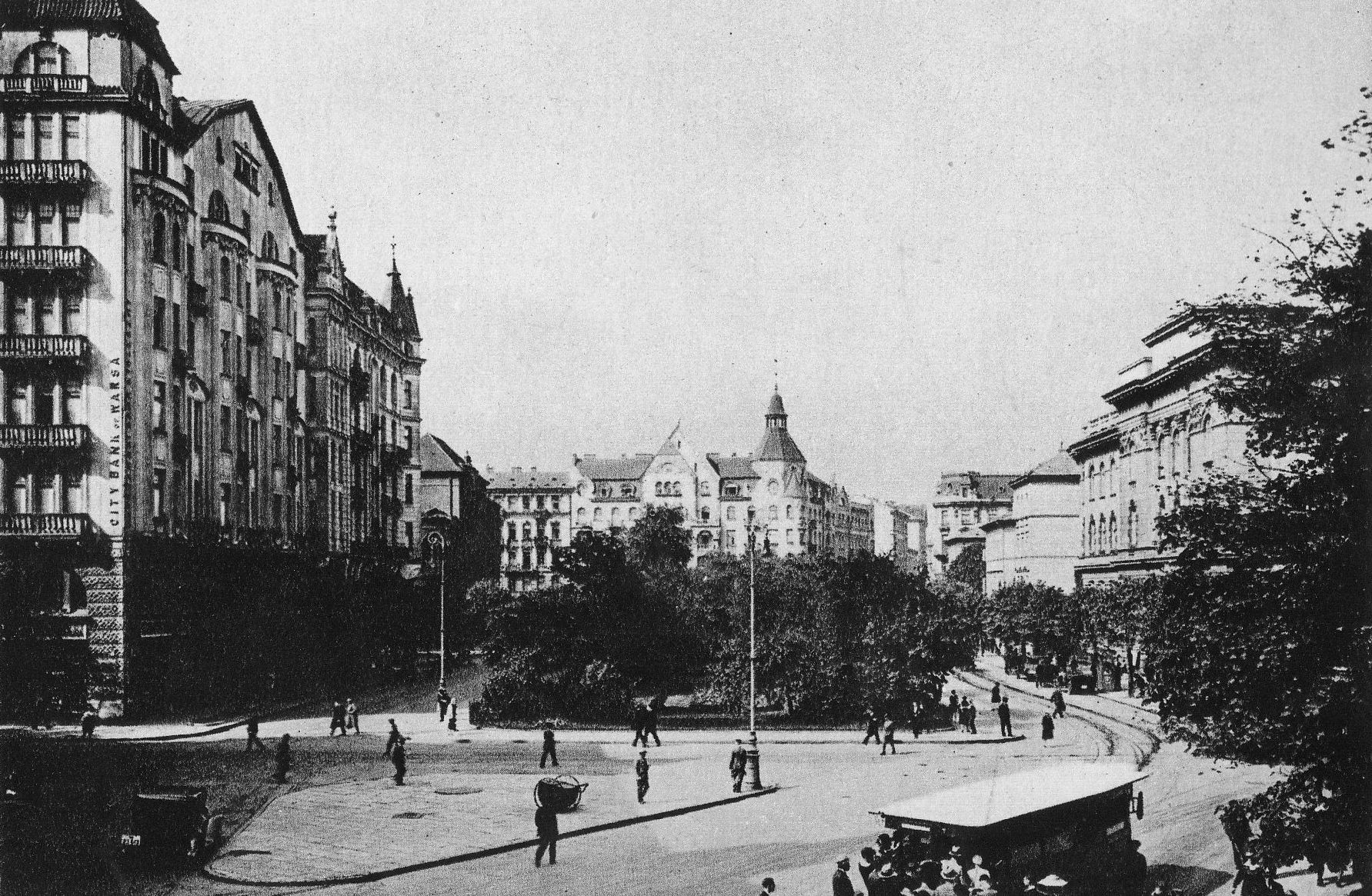
Pl. Napoleona w okresie międzywojennym, Poczta Główna po prawej
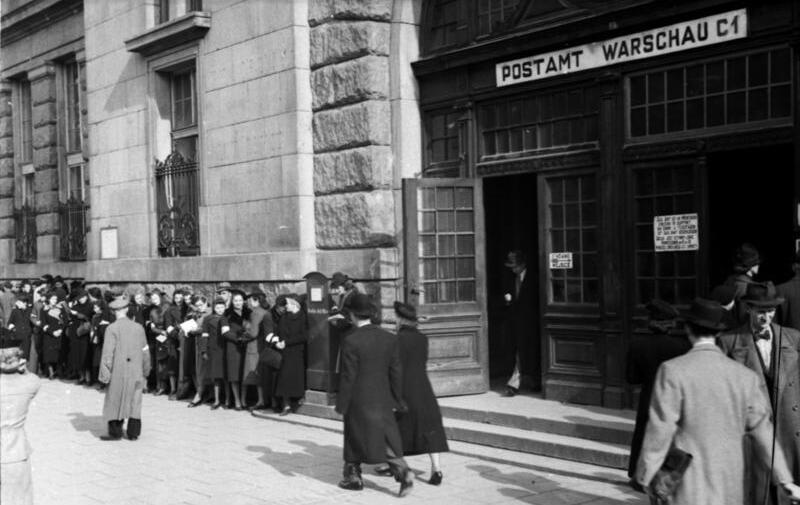
Wejście do Poczty Głównej podczas II wojny światowej (po lewej w kolejce osoby noszące opaski z Gwiazdami Dawida)
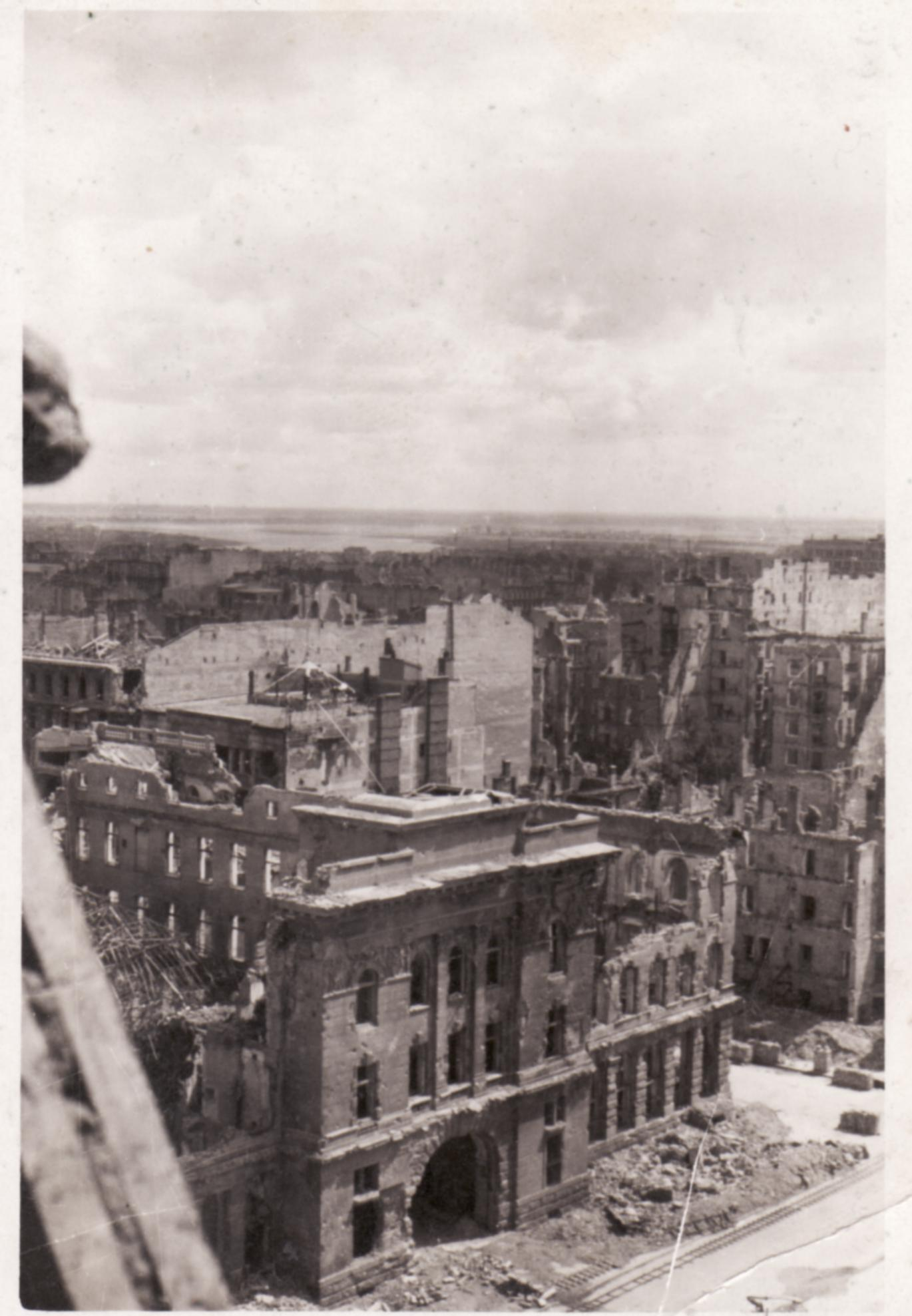
Ruiny Poczty Głównej (widok z wieżowca Prudentialu)
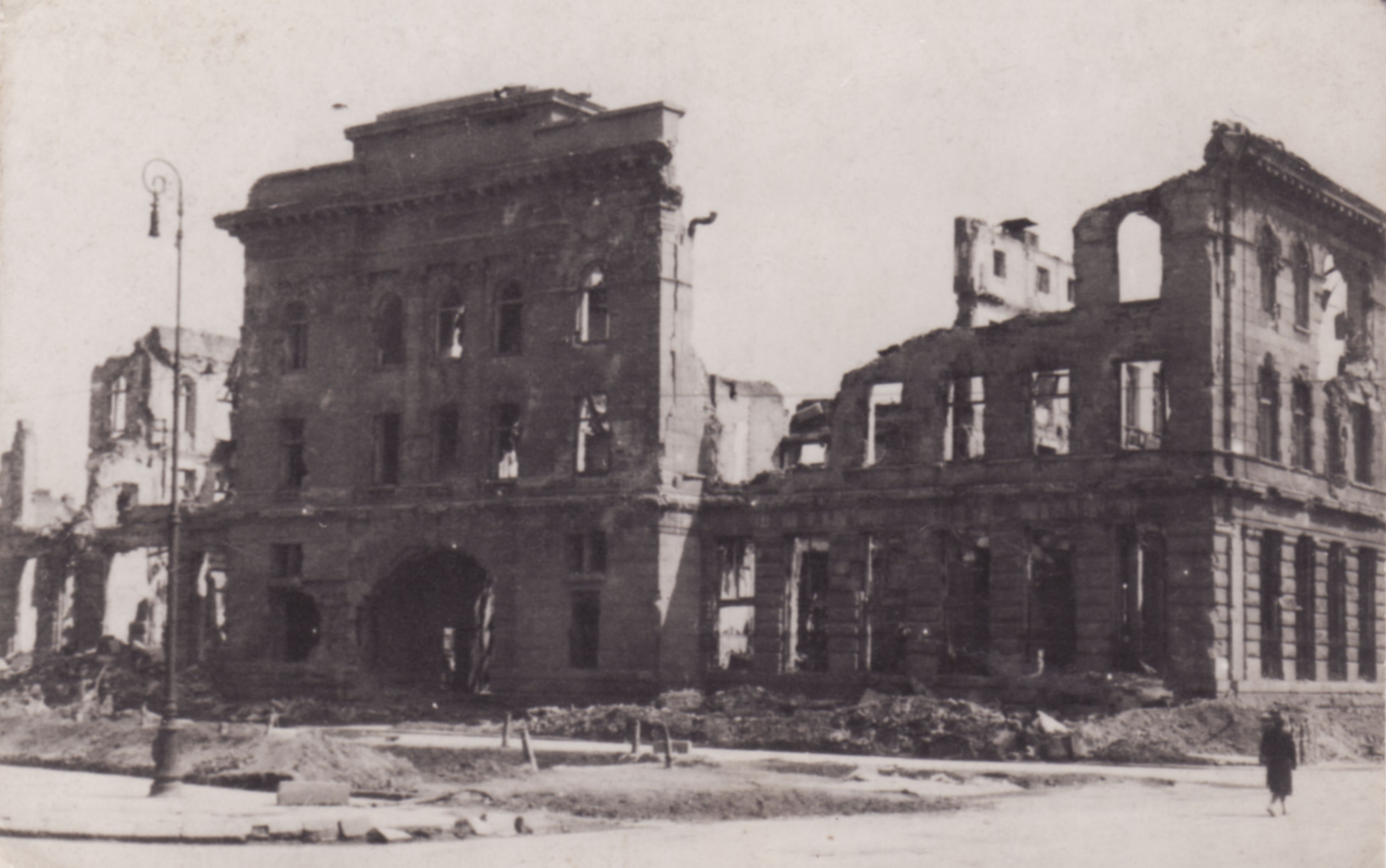
Ruiny Poczty Głównej (widok od pl. Napoleona)
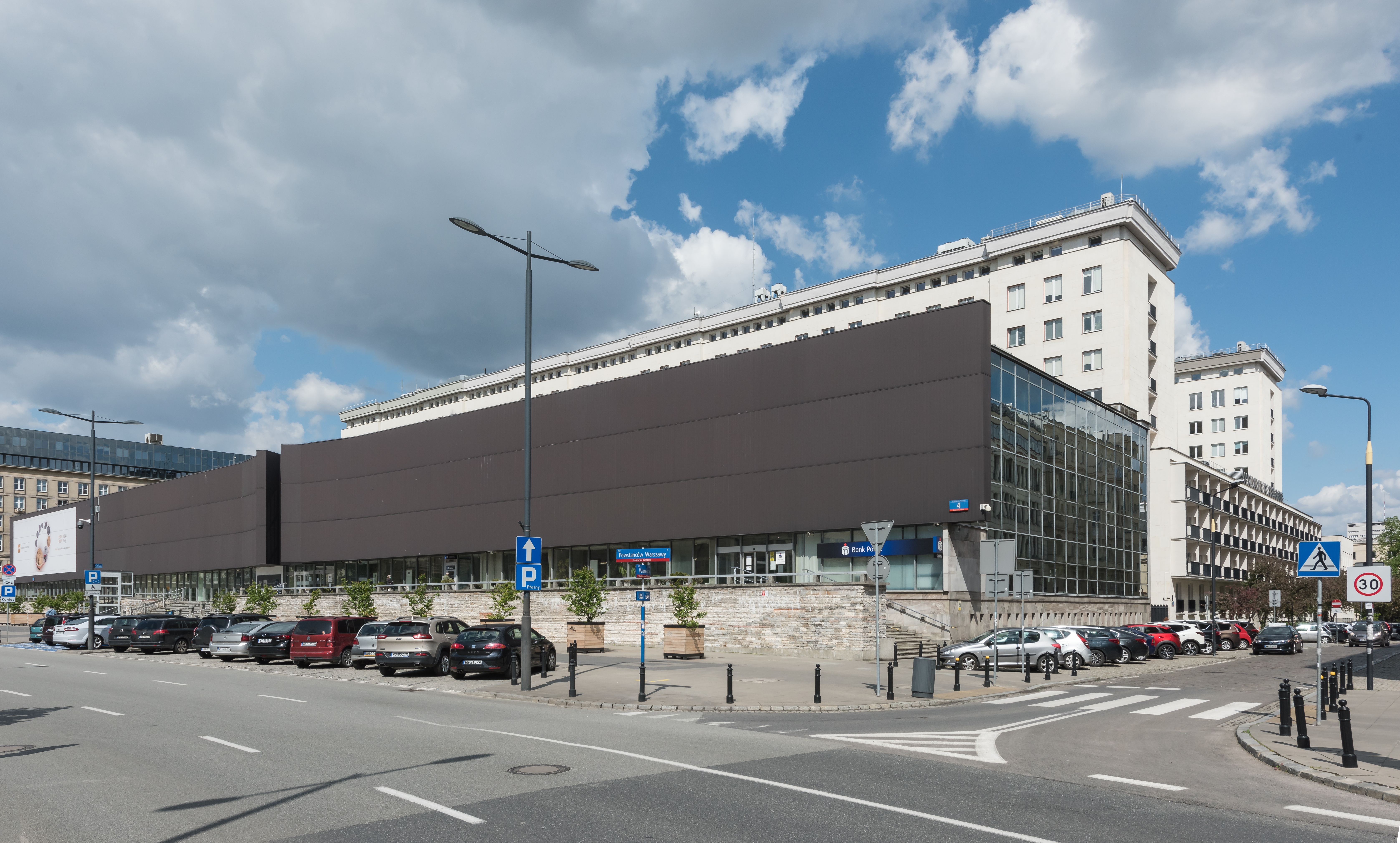
Gmach Narodowego Banku Polskiego wzniesiony na miejscu Poczty Głównej (2020)